# Petre Nuță
Petre Nuță (* 2. Juli 1928; † vor 2015) war ein rumänischer Radrennfahrer.

## Sportliche Laufbahn
Bei den Olympischen Sommerspielen 1952 in Helsinki schied er im olympischen Straßenrennen beim Sieg von André Noyelle aus. Die rumänische Mannschaft kam in der Mannschaftswertung auf den 12. Rang. An der Internationalen Friedensfahrt nahm er 1952 teil.